# Samsung Galaxy Tab 3 10.1
El Samsung Galaxy Tab 3 10.1 es una tableta de 10.1 pulgadas basada en Android producida y comercializada por Samsung Electronics. Pertenece a la tercera generación de la serie Samsung Galaxy Tab, que también incluye un modelo de 7 pulgadas y un modelo de 8 pulgadas, el Samsung Galaxy Tab 3 7.0 y el Samsung Galaxy Tab 3 8.0. Se anunció el 3 de junio de 2013 y se lanzó en los Estados Unidos el 7 de julio de 2013.

## Historia
El Galaxy Tab 3 10.1 fue anunciado el 24 de junio de 2013. Se mostró junto con el Galaxy Tab 3 7.0 y Galaxy Tab 3 8.0 en el Congreso Mundial de móviles de 2013. Samsung confirma que el Galaxy Tab 3 10.1 saldrá en Estados Unidos el 7 de julio con un precio de 399$ (287 euros) para el modelo de 16GB.

## Características
El Galaxy Tab 3 10.1 funciona con el sistema operativo Android 4.2.2 Jelly Bean. Samsung ha personalizado la interfaz con el software TouchWiz UX, así como aplicaciones de Google, incluyendo Google Play, Gmail y YouTube. Además tiene acceso a todas las aplicaciones de Samsung como ChatON, S Suggest, S Voice, Smart Remote (Peel) y All Share Play.
El Galaxy Tab 3 10.1 dispone de WiFi, 3 G & WiFi y variantes de WiFi & 4G/LTE. El almacenamiento oscila entre 16 GB y 32 GB dependiendo del modelo, con una ranura para tarjetas de microSDXC que permite ampliar la capacidad. Tiene una pantalla de 10.1 pulgadas WXGA TFT con una resolución de 1280 x 800 píxeles. También cuenta con una cámara frontal de 1.3 MP sin flash y una cámara trasera de 3.15 MP. Tiene la capacidad de grabar vídeos de alta definición.
El conector Micro USB del Galaxy Tab 3 10.1 es compatible con MHL 1.

## Lanzamiento especial
En enero de 2014, Samsung anuncia el lanzamiento de una edición especial llamada Galaxy Tab para la educación, a partir de abril. Esta edición especial cuenta con soporte y funcionalidades para el sector de educación K-12. 